# Xã Brightwood, Quận Richland, Bắc Dakota
Xã Brightwood (tiếng Anh: Brightwood Township) là một xã thuộc quận Richland, tiểu bang Bắc Dakota, Hoa Kỳ. Năm 2010, dân số của xã này là 203 người.